# Meidoornkwastmot
De meidoornkwastmot (Blastodacna hellerella) is een vlinder uit de familie grasmineermotten (Elachistidae). De wetenschappelijke naam is voor het eerst geldig gepubliceerd in 1838 door Duponchel.
De soort komt voor in Europa.